# Klasdorf
Klasdorf ist ein Ortsteil der Stadt Baruth/Mark im Landkreis Teltow-Fläming in Brandenburg, Deutschland.

## Geographie
Klasdorf liegt rund 45 Kilometer von der Südgrenze der Stadt Berlin und rund vier Kilometer südöstlich vom benachbarten Baruth entfernt im Niederungsgebiet des Baruther Urstromtals. Weitere Nachbarorte von Klasdorf und ebenfalls Ortsteile von Baruth sind (im Uhrzeigersinn, von Südwesten beginnend) Groß Ziescht, Kemlitz, Klein Ziescht, Radeland, Glashütte (Gemeindeteil von Klasdorf) sowie Mahlsdorf (Gemeindeteil von Golßen im Landkreis Dahme-Spreewald). Östlich liegt zwischen Klasdorf und Rietzneuendorf das Waldgebiet Mittelheide; nördlich die Dornswalder Heide.
Klasdorf liegt an den in Nord-Süd-Richtung verlaufenden und auf diesem Teilstück dieselbe Strecke nutzenden Bundesstraßen 96 und 115 zwischen Baruth und Golßen. Wenige Kilometer weiter westlich liegen mit dem 126 m hohen Spitzenberg sowie dem 116 m hohen Bullenberg die höchsten Erhebungen in unmittelbarer Nähe zum Ort.

## Geschichte und Etymologie

### 13. bis 16. Jahrhundert
Das kleine Angerdorf Klasdorf wurde 1444 erstmals als an clausendorff urkundlich erwähnt. Der Förderverein Naturpark Baruther Urstromtal geht davon aus, dass es sich dabei um eine Gründung von Nikolaus von Schlieben gehandelt haben soll. Das Dorf (villa) gehörte vor 1444 bis 1872 der Standesherrschaft Baruth und erschien dort im Jahr 1465 als Im dorfee Clawistorff.
Aus dem Jahr 1474 ist ein Verzeichnis Der Mannschaft des Landes Sachsen Einkommen überliefert, das alle Einwohner der Standesherrschaft aufführte. Eine Hufenanzahl befindet sich dort zwar nicht, doch war der Ort geteilt. Ein Anteil gehörte Balthasar von Schlieben. Er erhielt Einkünfte vom Richter, der ihm 12 Groschen (gr) für ein Lehnpferd zahlte. Zwei weitere Einwohner zahlten je 6 Scheffel Korn, 3 Scheffel Hafer und 17 gr 6 Pfennig (d). Ein Einwohner bezahlte 1 Scheffel 1⁄2 Metzen Hafer, 3 gr 3 d. Von einem Kossäten erhielt er 8 gr 8 d. Ein zweiter Anteil gehörte Offe und Jorge von Schlieben. Sie erhielten vom Richter ebenfalls 12 gr für ein Lehnpferd, von einem Einwohner 6 Scheffel Korn, 3 Scheffel Hafer und 17 gr 1 Heller. Ein Bauernhof lag wüst und wäre zu 6 Scheffel Korn, 3 Scheffel Hafer und 17 gr verpflichtet. Ein Einwohner bezahlte 2 1⁄2 Scheffel Korn, 1 Scheffel Hafer und 5 gr. Ein dritter Anteil lag bei Magnus und Balthasar von Schlieben. Sie erhielten vom Richter 36 gr für ein Lehnpferd sowie von einem Einwohner 6 Scheffel Korn, 1 Scheffel Hafer und 15 1⁄2 gr 1 Heller. Fünf weitere Einwohner gaben je 6 Scheffel Korn, 3 Scheffel Hafer sowie 15 1⁄2 Heller. Von einem anderen Einwohner erhielten sie 3 1⁄2 Scheffel Korn, 1 1⁄2 Scheffel Hafer und 1 Viertel 8 gr. Ein Kossät gab 8 gr 2 Heller.
Im Jahr 1529 kam es zu einer Visitation, bei der in Klasdorf lediglich zwei Hufner und zwei Gärtner (=Kossäten) registriert wurden. Deutlich detaillierte Angaben standen in der Türkensteuerveranlagung für alle Orte von 1542, in der die Abgaben aus der Reichstürkenhilfe aufgeführt wurden. Dort wurden erstmals spezifizierte Angaben über Haus, Hof, Garten und den Viehbesatz niedergelegt. Der Witwe von Schlieben waren dabei sechs Steuerpflichtige zugewiesen. Sie erhielt von einer Person 100 Rheinische Gulden (fl), zweimal 30 fl, einmal 24 fl, einmal 22 fl und einmal 6 fl. Den Brüdern von Schlieben waren acht Steuerpflichtige zugewiesen. Einer von ihnen besaß ein Haus mit Hof, vier Zugpferde, vier Zugochsen, „etlichen Acker in der Heide“, drei Kühe, neun Schafe, zwei jährige Kälber und zahlte 41 fl. Ein anderer Bewohner hatte ein Haus und Hof mit Pferden, vier Ochsen, etlichen Acker, drei Kühe, zwölf Schafe, zwei jährige Kälber, zwei Sauen und zahlte 44 fl. Ein anderer Bewohner mit Haus und Hof besaß fünf Zugpferde, vier Ochsen, etliche Stück Acker, drei Kühe, 15 Schafe, fünf ledige Rinder, eine Sau, vier Schweine und zahlte 50 fl. Ein Bewohner mit Haus und Hof besaß je drei Zugpferde und Ochsen, etliche Stück Acker, drei Kühe, neun Schafe, zwei jährige Kälber, drei Schweine und zahlte 44 fl. Ein Bewohner mit Haus und Hof hatte ebenfalls je vier Zugpferde und Ochsen, etlichen Acker, fünf Kühe, neun Schafe, eine Sau, fünf Schweine, ein jähriges Kalb und zahlte 46 1⁄2 fl, während ein anderer Bewohner mit Haus und Hof vier Zugpferde, fünf Ochsen, etliche Stück Acker, eine Sau und vier Schweine besaß und 46 fl zahlte. Ein Bewohner mit Haus und Garten hatte drei Zugochsen, zwei Kühe, neun Schafe und zahlte 17 fl. Ein weiterer Bewohner mit Haus und Hof hatte je vier Zugochsen und Pferde, etlichen Acker, vier Kühe, 18 Schafe, ein Stirichen, eine Färse, zwei Schweine und zahlte 48 fl.
Das Landessteuerregister für die Herrschaft Baruth aus dem Jahr 1551 verzeichnete insgesamt 14 Veranlagte, von denen 13 Güter und einer einen Hof besaß. Der Richter zahlte demnach 21 Schock, ein weiterer Bewohner 14 Schock, ein anderer 13 1⁄2 Schock. Die übrigen Bewohner zahlten einmal 11 1⁄2 Schock, einmal 10 Schock, dreimal 9 Schock, dreimal 8 Schock und zweimal 4 1⁄2 Schock. Die Anzahl der Hufner erschien in einer erneuten Generalkirchenvisitation im Kurkreis im Jahr 1575. Demzufolge gab es in Klasdorf 12 Hufner, die dem Pfarrer je eine Scheffel Korn zahlten mussten. Weitere Nachweise über den Ort finden sich in der Einnahme an Gelde des Hauses Baruth Michaelis aus den Jahren 1593/1594. Es weist 13 Veranlagte aus, darunter elf Hufner, die achtmal 18 (gr) und siebenmal 17 gr 6 (d) zahlten. Hinzu kamen Einkünften von den Kossäten, die 9 gr und 8 gr bezahlten. Das Vorwerk war zu dieser Zeit mit 25 Rindern und 12 Schweinen besetzt.

### 17. Jahrhundert
Vor dem Dreißigjährigen Krieg lebten im Jahr 1617 in Klasdorf insgesamt 13 Bauern. Der Pfarrer erhielt in diesem Jahr von jedem Bauern ein Scheffel Korn und aus dem Vorwerk weitere drei Scheffel Korn. Klasdorf muss schwer zerstört worden sein, denn ein das Steuer Register des gräflich Solmsischen Ampts Baruth 1672 weist für das genannte Jahr sechs wüste Bauerngüter aus; ebenso waren beide Kossätengüter wüst gefallen. Lediglich vier Bauernhofe waren besetzt, doch auch hier wurde berichtet, dass davon drei „sehr arm“ seien und eines neu angenommen wurde.

### 18. Jahrhundert
Allerdings wurden die Güter wieder rasch besetzt, denn das Matrikel des Kurkreises von 1718 zeigt auf, dass es wieder bereits acht Hufner und zwei Kossäten gab, die 18 Hufe zu 63 Scheffel Aussaat bewirtschafteten. Im Jahr 1716 entstand eine Glashütte, die 1722 in einem Dokument erschien; ebenso das Vorwerk sowie mit dem Hinweis „10 Feuerstätten“ ein Nachweis von zehn Haushalten. Klasdorf wuchs auf 22 1⁄2 Hufen im Jahr 1754 an, nach dem zwei Bewohner im Jahr 1738 insgesamt vier Hufen aus zwei wüst liegenden Gütern angenommen hatten. Im Jahr 1764 erschienen hiervon allerdings 10 3⁄4 als „reguliert“, d. h. teilweise von Abgaben befreit. Dreizehn Jahre später lebten in Klasdorf insgesamt 18 Einwohner: zehn Hufner, zwei Halbhufner und sechs Häusler. Im Jahr 1791 wurde neben dem Vorwerk eine Windmühle erwähnt.

### 19. Jahrhundert
Um 1800 bestand Klasdorf aus dem Dorf, dem Vorwerk und Windmühle.
Wie Baruth gehörte auch Klasdorf bis 1815 zum Königreich Sachsen und zur Baruther Herrschaft, danach zu Preußen. Im Jahr 1817 bestand Klasdorf aus dem Dorf mit Glashütte und Teerschwelerei. Ein Jahr später arbeiteten in der Glasfabrik bereits acht Personen; es gab weiterhin je zwei Schneider und zwei Müller. Im Jahr 1824 zählte das Dorf zehn Bauern, darunter den Dorfschulzen, zwei Kossäten und 14 Häusler. Es gab den Windmüller und ein Schulhaus sowie ein Hirtenhaus; hinzu kam das herrschaftliche Vorwerk. Im Jahr 1837 standen im Dorf 38 Wohnhäuser. Drei Jahre später gab es nur noch einen Schneider, dafür einen Schmied mit einem Gehilfen und einem Lehrling sowie einen Schuhmacher und nach wie vor einen Windmüller. 1841 nahm im Ort eine Ziegelei ihren Betrieb auf. Im Jahr 1858 standen im Dorf drei öffentliche, 38 Wohn- und 59 Wirtschaftsgebäude, darunter die bereits erwähnte Ziegelei und eine Getreidemühle. Die Gemarkung war 5737 Morgen groß; dabei entfielen 186 Morgen auf Gehöfte, 2453 Morgen aus Acker, 287 Morgen auf Wiese, 437 Morgen auf Weide und 2392 Morgen auf Wald – allerdings waren in dieser Angabe die Flächen für den ab 1860 erstmals erwähnten Wohnplatz (Forsthaus) Johannismühle bereits enthalten. Daneben bestand das Dorf aus den beiden Abbauten Chausseehaus und Schäferei. Die Mühle wurde erstmals im Jahr 1871 als Wohnplatz geführt; 1885 gab es die Wohnplätze Chausseehaus, Forsthaus, Johannismühle, Pechhütte, Schäferei und Windmühle. Im Jahr 1875 erhielt der Ort einen Anschluss an die neu errichtete Bahnstrecke Berlin–Dresden und so erschien im Jahr 1891 das Dorf mit Bahnhof und Chausseehaus, Schäferei, Waldschlößchen und Windmühle.

### 20. und 21. Jahrhundert

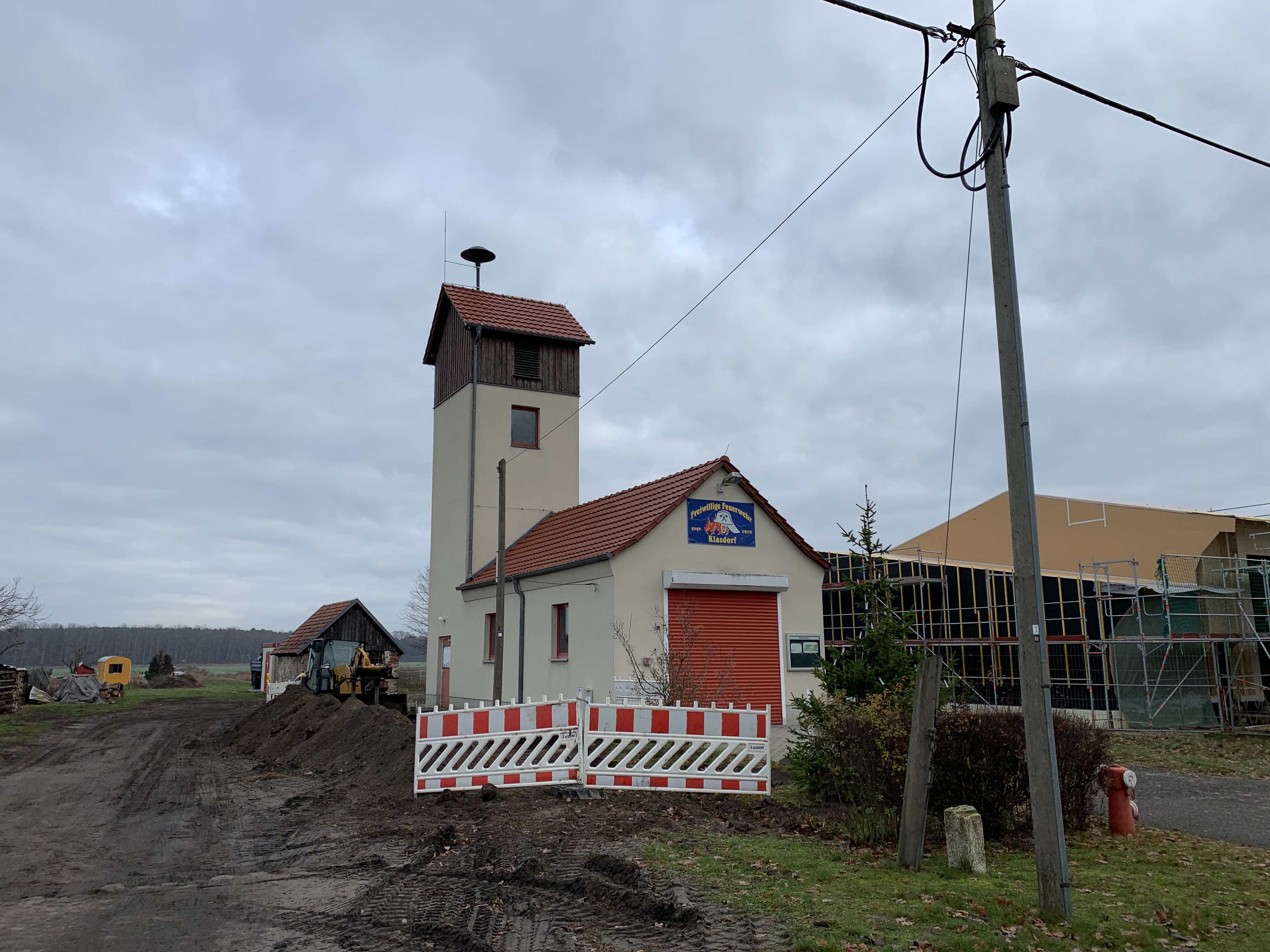
Gebäude der Freiwilligen Feuerwehr

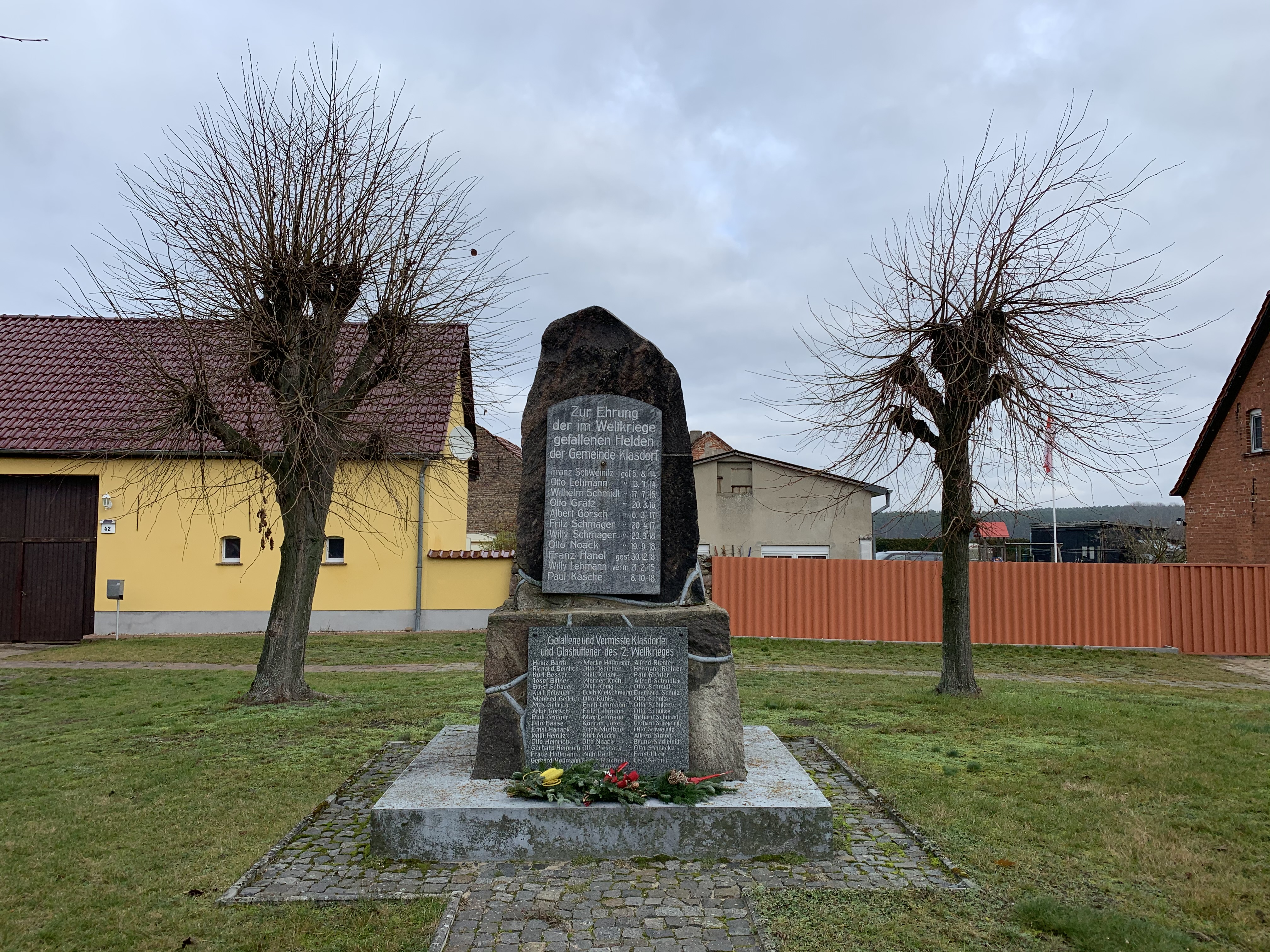
Gefallenendenkmal

Aus dem Viehstands- und Obstbaumlexikon ist bekannt, dass im Jahr 1900 im Dorf 42 Häuser standen. Es gab einen Achtelbauern mit 7,25 Hektar sowie vier Bauern, die 74,50 Hektar, 68,75 Hektar, 67 Hektar und 51,75 Hektar bewirtschafteten. Es gab einen Gastwirt sowie eine Glaspackerwitwe, einen Häusler mit 4,50 Hektar sowie zwei Halbbauern mit 34 Hektar bzw. 15,88 Hektar. Die Statistik erwähnte aber auch einen Haltestellenvorsteher, einen Kaufmann mit 0,25 Hektar, zwei Kossäten mit 36,50 bzw. 22,25 Hektar und einen Lehrer. Weiterhin gab es drei Stammgutbesitzer mit 21,50 Hektar, 18,50 Hektar und 14,25 Hektar Fläche, einen Viertelbauern mit 22 Hektar, einen Neuanbauern mit nur 0,67 Hektar Fläche sowie einen Schankwirt mit 5,60 Hektar und einen Pensionär. Die Gemarkung war 706,2 Hektar groß und bestand fünf Jahre später mit den Wohnplätzen Am Bahnhof, Bahnhof Klasdorf, Pechhütte und Schäferei. Die Bahnstrecke wurde 1906/1907 zweispurig ausgebaut. In diesem Zusammenhang rissen Handwerker das bislang vorhandene Wärterhäuschen ab und errichteten ein zweigeschossiges Bahnhofsgebäude. Im Jahr 1912 gründete sich die Freiwillige Feuerwehr des Ortes. Das Gemeindelexikon aus dem Jahr 1932 führt für das Jahr 1931 insgesamt 62 Wohnhäuser mit 91 Haushaltungen auf. Klasdorf war mittlerweile eine 710,1 Hektar große Landgemeinde, die aus dem Gutsbezirk Baruth Schloß 3,8 Hektar Fläche erhalten hatten. Das Dorf bestand weiterhin aus den Wohnplätzen Am Bahnhof, Bahnhof Klasdorf, Chausseehaus Klasdorf, Forsthaus und Tagelöhnerhaus Johannismühle, Gut Johannismühle, Pechhütte, Schäferei und Vorwerk Klasdorf. Im Jahr 1939 gab es im Dorf acht land- und forstwirtschaftliche Betriebe, die zwischen 20 und 100 Hektar groß waren, sieben Betriebe zwischen 10 und 20 Hektar, zehn Betriebe zwischen 5 und 10 Hektar sowie 20 Betriebe zwischen 0,5 und 5 Hektar.
Nach dem Zweiten Weltkrieg wurden lediglich 36,3 Hektar enteignet, 1,1 Hektar Acker, 4 Hektar Wiese und Weide, 29,4 Hektar Wald sowie 0,3 Hektar Wege und Ödland. Hiervon gingen 11,7 Hektar an fünf landlose Bauern und Landarbeiter, 24,3 Hektar an 13 landarme Bauern und 0,3 Hektar an die Gemeinde. Am 1. Juli 1950 wurde die bis dahin eigenständige Gemeinde Glashütte eingegliedert; Klasdorf bestand zu dieser Zeit aus dem Dorf mit den Wohnplätzen Bahnhof, Johannismühle, Pechhütte und Schäferei. Sieben Jahre später wurde sie zur Gemeinde mit dem Ortsteil Glashütte und den Wohnplätzen Bahnhof Klasdorf und Johannismühle. Im Jahr 1960 gründete sich eine LPG vom Typ I mit zunächst 60 Mitgliedern und 250 Hektar landwirtschaftlicher Nutzfläche, die 1968 an die LPG Typ I Klein Ziescht angeschlossen und 1976 mit der LPG Typ III Dornswalde zusammengeschlossen wurde. Im Jahr 1983 bestand die LPG Jungrinderaufzucht Dornswalde mit dem Betriebsteil Klasdorf.
Am 31. Dezember 2001 wurde Klasdorf zusammen mit seinem Gemeindeteil Glashütte sowie Dornswalde, Paplitz, Petkus und Schöbendorf in die Stadt Baruth eingemeindet. 2019 begannen die Bauarbeiten an einem neuen Feuerwehrhaus, das auch als Dorfgemeinschaftshaus genutzt werden kann.

### Bevölkerungsentwicklung
| Jahr               | 1817 | 1837 | 1858 | 1871 | 1885 | 1895 | 1905 | 1925 | 1939 | 1946 | 1964 | 1971 | 1981 |
| ------------------ | ---- | ---- | ---- | ---- | ---- | ---- | ---- | ---- | ---- | ---- | ---- | ---- | ---- |
| Einwohner          | 190  | 228  | 268  | 294  | 290  | 217  | 246  | 378  | 316  | 413  | 474  | 427  | 338  |
| + Forsthaus        |      |      |      | 14   | 12   |      |      |      |      |      |      |      |      |
| + Chausseehaus     |      |      |      | 5    |      |      |      |      |      |      |      |      |      |
| + Pechhütte        |      |      |      | 8    | 9    | 13   | 18   |      |      |      |      |      |      |
| + Schäferei        |      |      |      |      | 11   |      | 9    |      |      |      |      |      |      |
| + Windmühle        |      |      |      |      |      | 1    | 1    |      |      |      |      |      |      |
| + Am Bahnhof       |      |      |      |      |      | 7    | 12   |      |      |      |      |      |      |
| + Bahnhof Klasdorf |      |      |      |      |      | 3    | 2    |      |      |      |      |      |      |
| + Waldschlößchen   |      |      |      |      |      | 9    |      |      |      |      |      |      |      |

## Kultur und Sehenswürdigkeiten

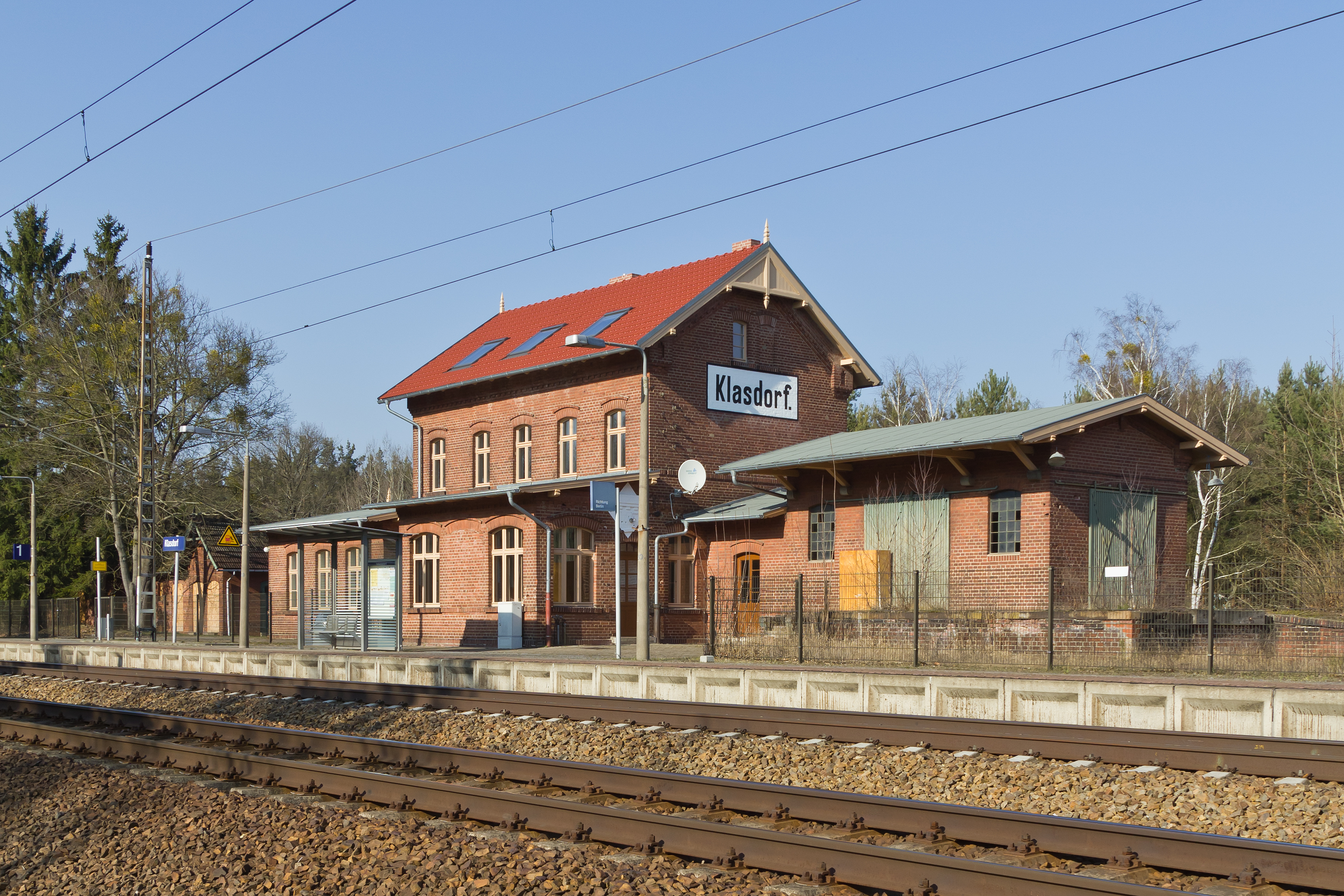
Bahnhofsgebäude Klasdorf (2014)

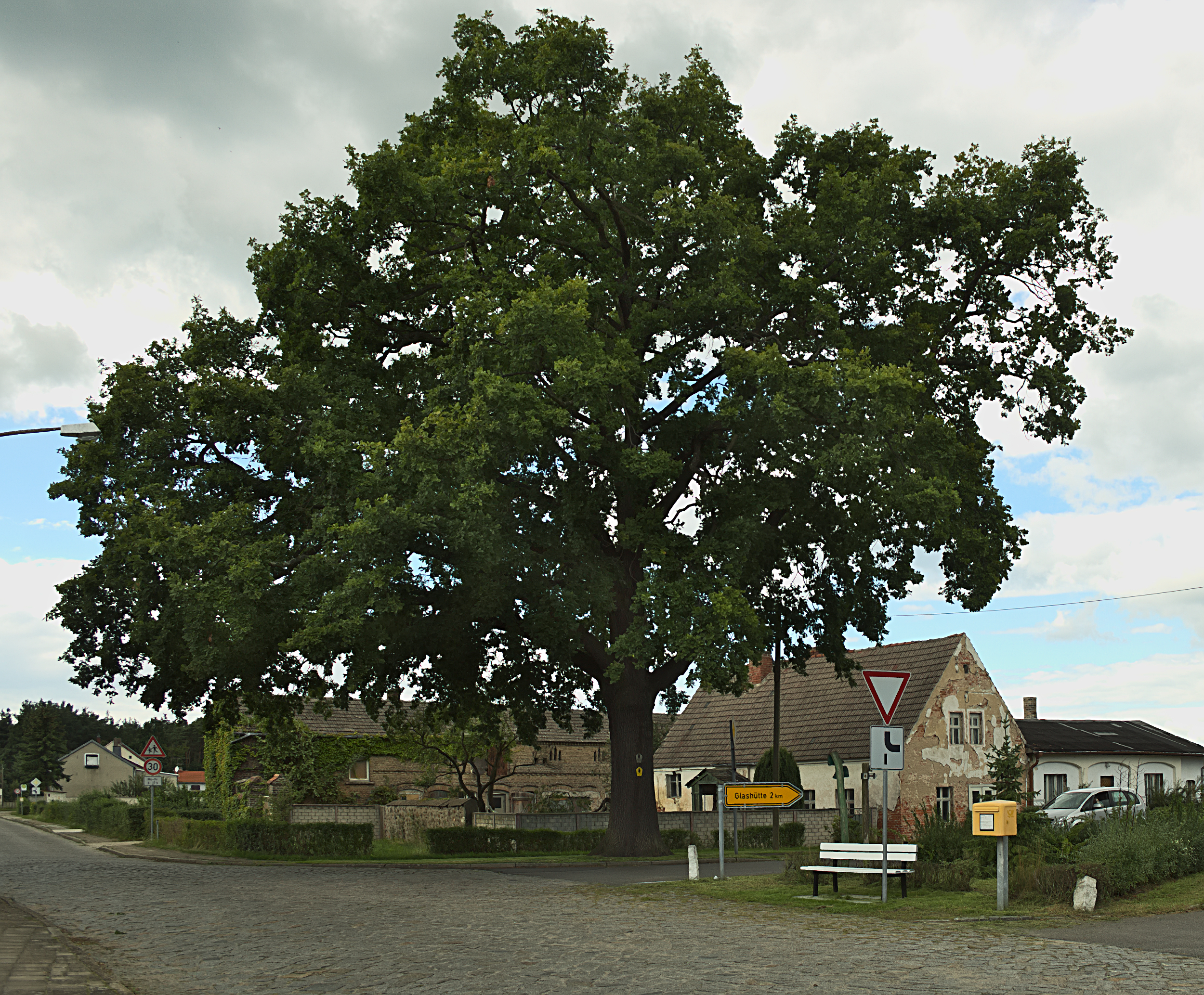
Naturdenkmal Eiche

- Der Haltepunkt Klasdorf an der Bahnstrecke Berlin–Dresden mit seinem denkmalgeschützten Stationsgebäude von 1907 wird nach erfolgter Sanierung seit Mai 2014 als Musikcafé mit Ferienwohnungen genutzt.[4] Es halten dort zweistündlich die Züge der Regional-Express-Linie RE 8  von Berlin Hbf über Rangsdorf und Doberlug-Kirchhain nach Elsterwerda.
- Museumsdorf Baruther Glashütte
- Eine Eiche am Abzweig nach Glashütte ist ein eingetragenes Naturdenkmal
- Wildpark Johannismühle
- Denkmal für die Gefallenen der Weltkriege am Dorfanger